# Chicken fried bacon

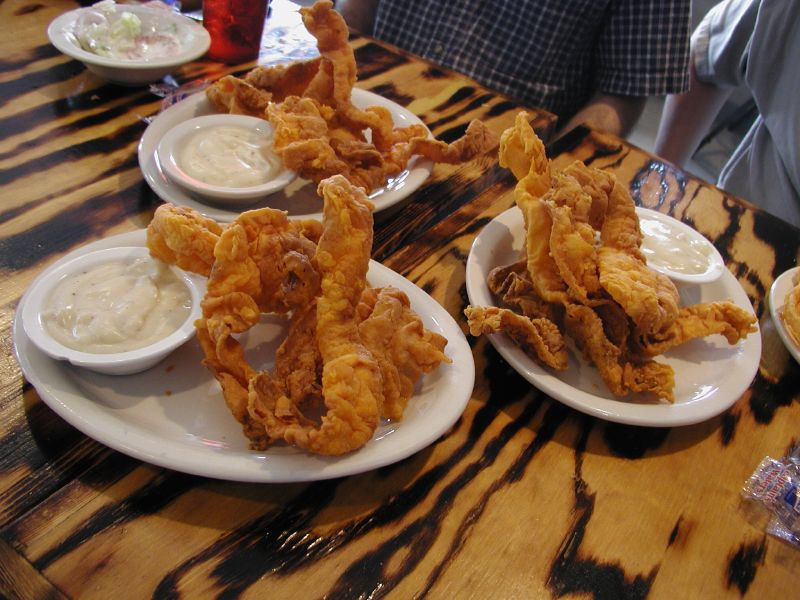
Chicken fried bacon con gravy.

El chicken fried bacon (‘panceta rebozada’) consiste en tiras de panceta mojadas en rebozado y fritas, al estilo del chicken fried steak (‘filete campero frito’). Es una receta estadounidense introducida en Texas a principios de los años 1990. La invención del plato se acredita a Frank Sodolak, del Sodolak's Original Country Inn en Snook (Texas).
El plato adquirió la suficiente reputación como para aparecer en el libro del cómico John Kelso Texas Curiosities, donde se afirma que «la cosas no son solo más grandes en Texas, sino más grasientas» y que «es difícil imaginar una comida que atasque más las arterias». Ha ido ganando popularidad, apareciendo en cada vez más cartas de restaurantes. 
Suele servirse como aperitivo con gravy campestre o de nata para mojar o como salsa. Sodolak sirve seis tiras de panceta, rebozadas y fritas, con un cuenco de gravy de nata.

## Versiones

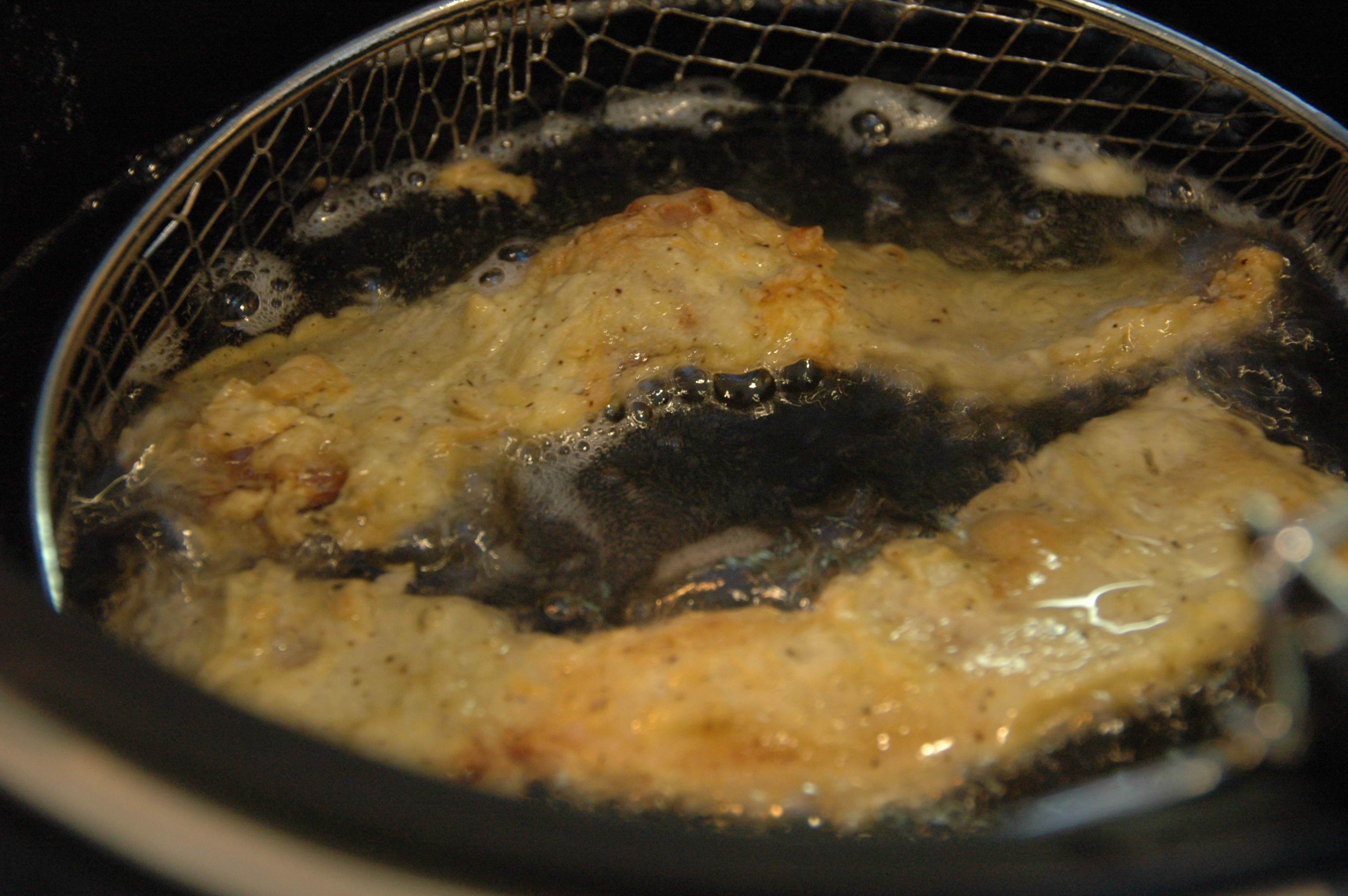
Chicken fried bacon casero friéndose en una sartén.

El chicken fried bacon hecho por Glen Kusak, de sur de Texas, ganó el Premio Big Tex Choice al Mejor Sabor en la Feria Estatal de Texas de 2008 en Dallas. En los últimos años, el plato se ha extendido por Estados Unidos y se sirve en Chicago en el Risque Cafe de Lakeview. La versión del Risque Cafe del country-fried bacon (‘panceta frita campera’) se sirve con gravy blanco. Se prepara usando un rebozado de huevo y harina con mucha pimienta, friéndose en aceite vegetal.

## Salud
Debido a que el plato es rico en grasas saturadas, muchos expertos en salud sugieren comerlo con moderación o evitarlo. Sally Squires del Washington Post reconoce que resulta un plato sabroso, pero sugiere moderación. Otros expertos señalan sus pocos beneficios nutricionales: «Han tomado grasa, la han recubierto doblemente de grasa, la han frito en más grasa, y la han servido acompañada de grasa.» Jane Hurley, nutricionista del Center for Science in the Public Interest de Washington D. C., afirmó que «nunca había oído algo peor.»